# أسلام أباد شمارة سة (دشتاب)
أسلام أباد شمارة سة (بالفارسية: اسلام‌آباد شماره سه) هي مستوطنة تقع في إيران في قسم دشتاب الريفي. يقدر عدد سكانها بـ 60 نسمة .